# Edificio del Banco de Bilbao
El edificio del Banco de Bilbao está situado en Bilbao, capital de Vizcaya, España. Fundada en 1857, fue la primera sede del Banco de Bilbao y la primera entidad de crédito moderna de Vizcaya. Es sede de la Fundación BBVA y el actual domicilio social de BBVA, a pesar de que la mayor parte de su plantilla esté en la Ciudad BBVA.

## Ubicación
Está situado en el Casco Viejo en la plaza de San Nicolás número 4, frente la Iglesia de San Nicolás y cercano a la Estación de Zazpikaleak/Casco Viejo.

## Historia

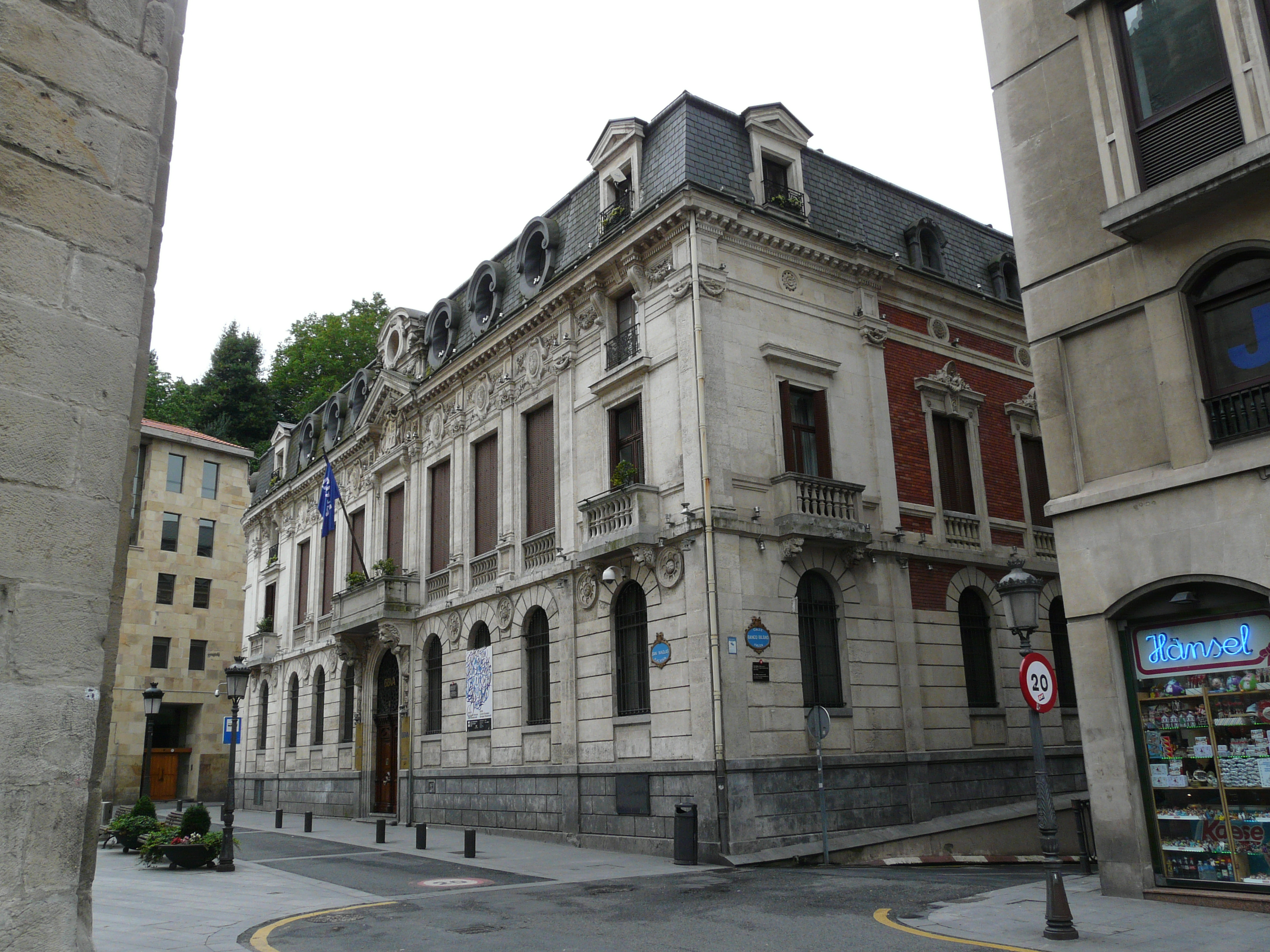
Vista lateral.

Las obras de construcción tuvieron lugar entre 1865 y 1868. El arquitecto responsable de los planos fue el francés Eugéne Lavalle, discípulo de la Escuela de Bellas Artes de Lyon y de Henri Labrouste, que tiene como obra más importante el Hospital General de Burdeos. A finales de siglo, en 1898, Severino Achúcarro acometió la ampliación definitiva que dio lugar a su actual perímetro.
El edificio tiene planta rectangular, sótano, dos alturas y tercer piso abuhardillado. Consta de dos patios interiores rectangulares. El exterior es de piedra de sillería, con ladrillo en las fachadas laterales. La cubierta, con mansardas y de pizarra negra, es inusual en Bilbao.